# Samarangopus umbraculus
Samarangopus umbraculus är en mångfotingart som beskrevs av Ulf Scheller 1993. Samarangopus umbraculus ingår i släktet Samarangopus och familjen Eurypauropodidae. Inga underarter finns listade i Catalogue of Life.